# IAE V2500
IAE V2500 je dvogredni visokoobtočni turboventilatorski reaktivni letalski motor. Poganja letala družine Airbus 320 in McDonnell Douglas MD-90.. Motorje proizvaja mednarodni konzorcij IAE-International Aero Engines, ki obsega štiri podjetja: Pratt & Whitney, Rolls-Royce plc, Japanese Aero Engine Corporation in MTU Aero Engines. Konzorcij je bil ustanovljen leta 1983. V2500 je dobil FAA certifikacijo leta 1988.
Rolls-Royce plc je načrtoval visokotlačni kompresor, Pratt & Whitney je razvil dvostopnejsko visokotlačno zračno hlajeno turbino, japonske družbe so razvile nizkotlačni sistem. MTU je zasnoval petstopnejsko nizkotlačno turbino.
4000-ti V2500 motor so dobavili brazilski letalski družbi TAM.

## Različice

### V2500-A1
Vstopil v uporabo z Adria Airways.

### V2533-A5
Motor z dodatno stopnjo za večji pretok skozi jedro. Potisk 33,000 lbf (147 kN) za pogon A321

### Verzije z zmanjšanim potiskom
- 23.500 lbf (105 kN) potisk V2524-A5 za Airbus A319
- 27.000 lbf (120 kN) potisk V2527-A5 za Airbus A320
- 28.000 lbf (120 kN) potisk V2528-D5 za McDonnell Douglas MD-90-30.
- 33.000 lbf (150 kN) potisk V2533-A5 za Airbus A321

### V2500SelectOne
10. okobra 2005 je IAE objavil izbojšani paket V2500Select, pozneje imenovan V2500SelectOne za pogon letal A320 za letalsko družbo IndiGo Airlines

## Specifikacije
| Različica | Potisk (kN) | Potisk (lbf) | Obtočno razmerje | Tlačno razmerje | Premer ventilatorja (m) | Dolžina (m) | Teža (kg) | Začetek proizvodnje | Uporaba |
| --------- | ----------- | ------------ | ---------------- | --------------- | ----------------------- | ----------- | --------- | ------------------- | ------- |
| V2500-A1  | 111         | 25 000       | 5,4 : 1          | 35,8 : 1        | 1,587                   | 3,2         | 2 327     | 1989                | A320    |
| V2522-A5  | 97,86       | 22 000       | 4,9 : 1          | 32,8 : 1        | 1,613                   | 3,2         | 2 359     | 1992                | A319    |
| V2524-A5  | 106,75      | 24 000       | 4,9 : 1          | 32,8 : 1        | 1,613                   | 3,2         | 2 359     | 1996                | A319    |
| V2525-D5  | 111         | 25 000       | 4,8 : 1          | 34,5 : 1        | 1,613                   | 3,2         | 2 484     | 1995                | MD90    |
| V2527-A5  | 117,88      | 26 400       | 4,8 : 1          | 32,8 : 1        | 1,613                   | 3,2         | 2 359     | 1993                | A320    |
| V2528-D5  | 124         | 27 800       | 4,7 : 1          | 35,2 : 1        | 1,613                   | 3,2         | 2 484     | 1995                | MD90    |
| V2530-A5  | 139,67      | 31 300       | 4,6 : 1          | 36,2 : 1        | 1,613                   | 3,2         | 2 359     | 1994                | A321    |
| V2533-A5  | 146,80      | 33 000       | 4,5 : 1          | 35,2 : 1        | 1,613                   | 3,2         | 2 359     | 1996                | A321    |